# Tôn Tuấn (Tôn Hà)
Tôn Tuấn (giản thể: 孙俊; phồn thể: 孫俊; bính âm: Sun Jun; ? – 250), tự Thúc Anh (叔英), là tướng lĩnh Đông Ngô thời Tam Quốc trong lịch sử Trung Quốc.

## Cuộc đời
Tôn Tuấn quê ở huyện Phú Xuân, quận Ngô, Dương Châu, là con trai thứ tư của Tôn Hà (cháu họ Tôn Kiên), em trai của Tôn Trợ, Tôn Nghị, Tôn Hoàn. Tuấn tính cách rộng rãi, độ lượng, tài kiêm văn võ.
Năm 229, Tôn Quyền xưng đế, Tôn Tuấn được phong chức Định Vũ trung lang tướng, đồn trú Bạc Lạc.
Năm 250, Tôn Tuấn chết.

## Trong văn hóa
Tôn Tuấn không xuất hiện trong tiểu thuyết Tam quốc diễn nghĩa của La Quán Trung.